# Картельє
Картельє (гал. Cartelle, ісп. Cartelle) — муніципалітет в Іспанії, у складі автономної спільноти Галісія, у провінції Оренсе. Населення — 3387 осіб (2009).
Муніципалітет розташований на відстані близько 410 км на північний захід від Мадрида, 17 км на південний захід від Оренсе.
Муніципалітет складається з таких паррокій: Анфеос, Картельє, Коушиль, Еспіньйосо, Ас-Марабільяс, О-Мунділь, Пенела, Сабуседо-де-Монтес, Сан-Томе, Санде, Ас-Сейшадас, Вілар-де-Вакас.

## Демографія
Динаміка населення (INE ):

## Галерея зображень

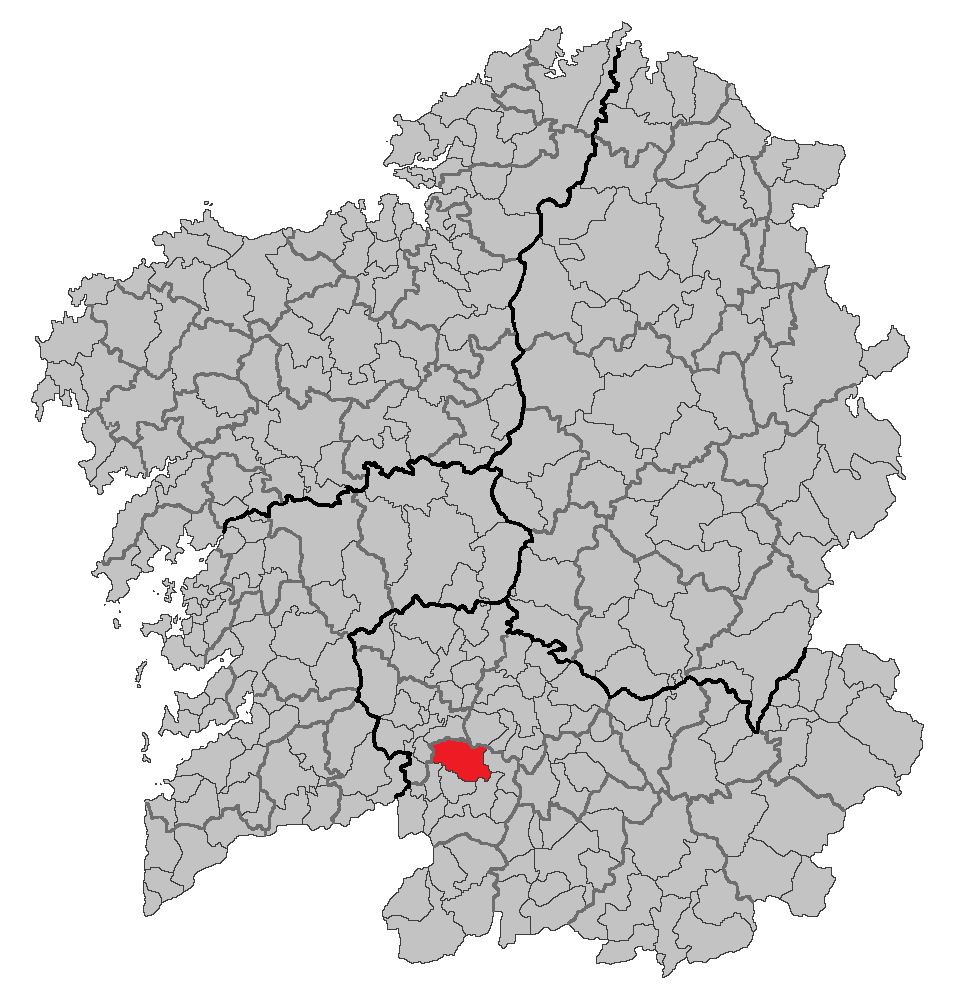
Розташування муніципалітету